# Antillopsyche digitus
Antillopsyche digitus là một loài Trichoptera hóa thạch trong họ Dipseudopsidae.